# 宮武庸介
宮武 庸介（みやたけ ようすけ、1959年 - ）は、日本の元小学校教諭であり、元バスケットボール審判員である。国内最高のAA級、国際公認審判員として活躍した。

## 人物
大学4年の1981年に公認審判員となる。
卒業後は兵庫県内で小学校教諭として教鞭を執る傍ら、国内で行われる試合にて笛を吹く。
1999年、国際審判員となり、国際大会でも活躍。
世界選手権でも2002年・2006年の2大会連続で審判に選ばれる。2002年大会では準決勝、2006年大会では5位決定戦を担当。
後に日本協会審判部副部長も務める。2009年、現役を引退。
現在は、JBA公認T級審判インストラクターとして活動している。